# David White (Maskenbildner)
David White (* 1963) ist ein US-amerikanischer Maskenbildner und Spezialeffektkünstler, der bei der Oscarverleihung 2015 zusammen mit Elizabeth Yianni-Georgiou für den Oscar in der Kategorie Bestes Make-up und Beste Frisuren für seine Arbeit bei Guardians of the Galaxy nominiert war. Er war für diesen Film zusammen mit Yianni-Georgiou ebenfalls für einen British Academy Film Award in der Kategorie Beste Maske nominiert. Eine weitere Nominierung folgte 2020 für Maleficent: Mächte der Finsternis zusammen mit Arjen Tuiten. Eine dritte Nominierung erhielt er 2025 für Nosferatu – Der Untote. White begann seine Karriere nach eigenen Angaben im Alter von 19 Jahren in den Shepperton Studios als Assistent von Nick Maley. Anschließend arbeitete er für Lyle Conway und bei den Elstree Studios, bevor er 1995 zusammen mit Sacha Carter die Firma Carter White FX gründete. 2005 benannte er seine Firma in Altered States FX um. Sie ist ebenfalls in den Shepperton Studios ansässig.

## Filmografie (Auswahl)
- 1983: Die unheimliche Macht (The Keep)
- 1985: Lifeforce – Die tödliche Bedrohung (Lifeforce)
- 1986: Der kleine Horrorladen (Little Shop of Horrors)
- 1989: Ein erfolgreicher Mann (How to Get Ahead in Advertising)
- 1992: Split Second
- 1994: Mary Shelley’s Frankenstein
- 1996: Liebling, bleib so wie ich bin! (Dating the Enemy)
- 1997: Der Glöckner von Notre-Dame (Fernsehfilm)
- 1998: Lost in Space
- 1999: Ein Sommernachtstraum (A Midsummer Night’s Dream)
- 2000: Gormenghast (Miniserie)
- 2001: Spy Game – Der finale Countdown (Spy Game)
- 2002: Blade II
- 2003: Im Reich der Urmenschen (Walking with Cavemen, Fernsehserie)
- 2004: Troja
- 2005: Königreich der Himmel (Kingdom of Heaven)
- 2006: The Da Vinci Code – Sakrileg (The Da Vinci Code)
- 2007: La vie en rose (La Môme)
- 2008: Brügge sehen… und sterben? (In Bruges)
- 2008: James Bond 007: Ein Quantum Trost (Quantum of Solace)
- 2009: Blut, Schweiß und Tränen (Into the Storm, Fernsehfilm)
- 2010: Prince of Persia: Der Sand der Zeit (Prince of Persia: The Sands of Time)
- 2010: Robin Hood
- 2011: Captain America: The First Avenger
- 2012: Snow White and the Huntsman
- 2013: Thor – The Dark Kingdom (Thor: The Dark World)
- 2014: Maleficent – Die dunkle Fee (Maleficent)
- 2014: Guardians of the Galaxy
- 2016: The Huntsman & The Ice Queen
- 2016: Die Insel der besonderen Kinder (Miss Peregrine’s Home for Peculiar Children)
- 2017: Die Mumie (The Mummy)
- 2017: Downsizing
- 2019: Dumbo
- 2019: Maleficent: Mächte der Finsternis (Maleficent: Maitress of Evil)
- 2021: Infinite – Lebe unendlich (Infinite)
- 2022: The Northman
- 2023: The Marvels
- 2024: The Crow
- 2024: Nosferatu – Der Untote (Nosferatu)